# Подложное завещание Петра II
Подложное завещание Петра II — поддельное [завещание], составленное представителями княжеского рода Долгоруковых, якобы от имени императора Петра II Алексеевича, с целью прихода к власти в Российской империи.
Императорский двор переехал в Москву из Санкт-Петербурга (конец 1727), где особое влияние на императора стали оказывать князья Долгорукие. Они всячески старались забавами и увеселениями отвлечь императора от занятия государственными делами и решили женить Петра II на старшей дочери Алексея Григорьевича Долгорукого — княжне Екатерине Алексеевне. Произошло обручение 14 летнего Петра II с невестой (31 ноябрь 1729) и по указу она стала титуловаться «Её высочество государыня-невеста». Свадьба была назначена на (19 января 1730).
Как и с 1-й женой царя Михаила Фёдоровича — Марией Владимировной Долгоруковой, замыслам не суждено было сбыться, Петр II умер в ночь (с 18 на 19 января 1730), не оставив ни наследника, ни духовного завещания. Царедворцы, оказались перед выбором: кто придет к власти? Претендентами были потомки Петра I Алексеевича от брака с Екатериной I Алексеевной: его 20-летняя дочь Елизавета Петровна или двухлетний внук Карл Петер Ульрих — сын покойной Анны Петровны и герцога Голштинского Карла Фридриха. А может быть, как по смерти последнего царя из древней династии Рюриковичей — Фёдора Ивановича, на престоле окажется новая династия — о чём и замыслили князья Долгорукие, принадлежавшие к побочной ветви Рюриковичей и почти всегда бывшие в тени.
Лишь в короткое царствование Петра II они, благодаря фавориту Ивану Алексеевичу Долгорукому, выдвинулись на первые роли в государстве и достигли: богатства, власти, высших чинов и орденов. Особенно преуспел отец фаворита, князь Алексей Григорьевич, обручивший свою дочь с императором. Князьям Долгоруким казалось, что породнившись с царствующей династией, они не упустят власти никогда. Каково же было их отчаяние, когда стало известно о смертельной болезни императора-жениха. Нужно было что-то предпринять!.
В доме князя Алексея Григорьевича Долгорукого собрались на тайное совещание его родственники (18 января 1730). После недолгих препирательств было составлено подложное завещание, которое решили огласить, как только Петр II скончается. Князь Василий Лукич собственноручно написал духовное завещание, якобы от имени Петра II. Согласно этому завещанию, император передавал престол своей обручённой невесте, княжне Екатерине Алексеевне, но из-за плохого почерка передал переписать завещание князю Сергею Григорьевичу Долгорукову. Князь Иван Алексеевич Долгорукий расписался за императора на одном из экземпляров завещания.
Князья Долгорукие не были наивными людьми, которые не понимали, что, готовя фальшивку, совершают страшное государственное преступление, но сулившая выгода от этого перевесила здравый смысл.
Сразу после смерти Петра II в Лефортовском дворце собрался Верховный тайный совет. Кроме четырёх членов: канцлера Гавриила Ивановича Головкина, князя Дмитрия Михайловича Голицына, князей Алексея Васильевича и Василия Лукича Долгоруких, на Совет были приглашены два фельдмаршала — князь Михаил Михайлович Голицын и князь Василий Владимирович Долгорукий, а также губернатор князь М. Л. Долгорукий. Итого двое были из рода Голицыных и четверо из рода Долгоруких. В начале совещания, князь Алексей Васильевич Долгорукий предъявил «завещание» Петра II. Но замысел этот, провалился. Несостоявшегося царского тестя не поддержали ни Голицыны, ни даже родственник — фельдмаршал В. Л. Долгорукий, чье слово было весомо. Назревавший скандал был предотвращен неожиданным образом.
Слово взял член Совета — князь Д. М. Голицын. Он долго служил при государевом дворе, был образован и умён, осуждал крайности петровских реформ и сокрушался «унижению» древних, знатных фамилий. Речь была кратка и взвешена. Отметив династические претензии князей Долгоруких, он сказал, что «нам нужно выбрать из прославленной семьи Романовых, и никакой другой. Поскольку мужская линия этого дома полностью прервалась в лице Петра II, нам ничего не остается, как обратиться к женской линии и… выбрать одну из дочерей царя Ивана».
Иван V Алексеевич, брат и соправитель Петра I (1682—1696), оставил после себя трёх дочерей: герцогиню Мекленбургскую — Екатерину, герцогиню Курляндскую — Анну, и царевну Прасковью. Д. М. Голицын предложил в императрицы среднюю — Анну. Это предложение устроило всех присутствующих: и обиженных Долгоруких, и других сановников, которые боялись прихода к власти потомков Петра I и Екатерины I. Поэтому аргументы в пользу подобного выбора устроил всех: Анна Иоанновна вдова, но ещё в брачном возрасте и в состоянии народить наследников, и, самое главное, «она рождена среди нас и от русской матери в старой хорошей семье, мы знаем доброту её сердца и прочие её прекрасные достоинства». В результате обсуждения к новой императрице были выдвинуты требования, вошедшие в историографию, как «Кондиции».
При восшествии на престол Анны Иоановны, о составлении подложного завещания известно не было, но её манифестом, причастные к составлению «Кондиций» ограничивающих самодержавие, лишены всех чинов, наград и сосланы по дальним деревням (14 апреля 1730), последующим распоряжением императрица отобраны все имения и поместья (12 июня 1730). По доносу о том, что ссыльные ведут «вольную жизнь», «не стеснены деньгами», подвергнуты допросам и пыткам, на которых открылось государственное преступление и начато дело о подложном завещании, по окончании оглашены новые смертные приговоры (1739).
При восшествии на престол императрицы Елизаветы Петровны, в соответствии с её указом были прощены и возвращены из ссылки опальные князья Долгоруковы (1 декабря 1741), им возвращены поместья (8 сентября 1742), они приняты на службу.

## Пострадавшие отопалы
- Долгоруков Василий Лукич — собственноручно писал подложное духовное завещание от имени Петра II, принимал участие в составлении пунктов ограничения «самодержавной власти», казнён в Новгороде († 26 октября 1739).
- Долгоруков Алексей Григорьевич — отец княжны Екатерины Алексеевны, участник совещания, сослан в ссылку в Берёзов, где и умер († 30 сентября 1734).
- Княжна Прасковья Юрьевна урождённая Хилкова — жена князя Алексея Григорьевича, сослана с мужем в Берёзов, где и умерла († 15 октября 1730).
- Долгоруков Сергей Григорьевич — активный участник совещания, собственноручно переписывает его начисто, казнён в Новгороде († 26 октября 1739).
- Долгоруков Иван Григорьевич — участник совещания, казнён в Новгороде († 26 октября 1739).
- Долгоруков Александр Григорьевич — участия в совещании не принимал, но попал под подозрение, поместья конфискованы (15 июля 1730), все обвинения сняты (26 июля 1730).
- Княжна Долгорукова Александра Григорьевна — жена Василия Фёдоровича Салтыкова, брата царицы Прасковьи Фёдоровны, пострижена в Нижегородском Васильевском Девичьем монастыре (12 июля 1730), освобождена (1 декабря 1741), должна жить при матери в Москве, в Страстном монастыре.
- Долгоруков Михаил Владимирович — участник совещания, за то что знал но не донёс, приговорён к смертной казни, замененной на ссылку (1739), прощён (1 декабря 1741).
- Долгоруков Иван Алексеевич — участник совещания, подписал за императора один из подложных экземпляров духовного завещания Петра II, сослан в Берёзов (12 июня 1730), казнён близ Новгорода († 26 октября 1739).
- Наталья Борисовна урождённая Шереметьева — жена князя Ивана Алексеевича, вышла за уже опального и последовала за ним в ссылку. После казни мужа вернулась в Москву, позже подстриглась во Флоровском монастыре в Киеве.
- Долгоруков Николай Алексеевич — сослан с отцом в Берёзов (1730), привезён в Новгород и по урезанию языка сослан в Соловецкий монастырь (1739), позволено вернуться из ссылки (1 декабря 1741).
- Княжна Анна Алексеевна — сослана с отцом в Берёзов (1730), пострижена в Верхотурском Покровском монастыре († 1758).
- Княжна Екатерина Алексеевна — невеста Петра II, сослана с отцом в Берёзов (1730), пострижена в Томском Рождественском монастыре, заключена в Воскресенском-Горицком на Белоозере монастыре (1739), указано возвратить из ссылки (1 декабря 1741), выдана императрицей замуж за графа Александра Романовича Брюса (1745).
- Княжна Елена Алексеевна — сослана с отцом в Берёзов (1730), возвращена из ссылки (1 декабря 1741), вышла замуж за генерал-майора князя Юрия Юрьевича Долгорукова (с 1745).
- Долгоруков Алексей Алексеевич — сослан с отцом в дальнюю деревню в Касимовский уезд Пензенской губернии (14 апреля 1730), сослан на Камчатку матросом (1739), дозволено возвратиться из ссылки (1 декабря 1741).
- Долгоруков Александр Алексеевич — сослан с отцом в дальнюю деревню в Касимовский уезд (14 апреля 1730), отправлен в Берёзов (12 июня 1730), дозволено вернуться из ссылки (1 декабря 1741).
- Долгоруков Николай Алексеевич — сослан с отцом в дальнюю деревню в Касимовский уезд (14 апреля 1730), потом в Раненбург, возвращён из ссылки (1 декабря 1741).
- Долгоруков Пётр Сергеевич — сослан с отцом в дальнюю деревню в Касимовский уезд (14 апреля 1730), потом в Раненбург, возвращён из ссылки (1 декабря 1741).
- Долгоруков Михаил Владимирович — родился в Берёзове (1731).
- Долгоруков Дмитрий Иванович — родился в Берёзове (1738).